# 谍血柔肠
《谍血柔肠》（英語：Dark Journey），1937年英国反谍影片，由维克托·萨维尔执导，康拉德·维德和费雯·丽主演，拉尤斯·比洛和阿瑟·威佩里斯编剧，讲述了第一次世界大战期间敌对双方的两个间谍，在中立的斯德哥尔摩会面，并坠入爱河的故事。

## 情节
1918年春天，第一次世界大战的最后一年，一艘德国U型潜艇前往瑞典斯德哥尔摩，途中阻截了一艘荷兰货船。德国人登船，指认一名男子为比利时人间谍，并将他俘虏。 另有一位受到怀疑的乘客，名叫玛德琳·戈达德（费雯·丽饰）的瑞士服装店老板，她刚在巴黎做完生意，正返回到斯德哥尔摩。在巴黎她为她的精品服装店购买裙子。回到斯德哥尔摩后，德国间谍玛德琳会见了她的接头人，并提供了她在巴黎获得的盟军部队行动的信息。这些信息巧妙地隐藏在她购买的礼服中。虽然德国人认为她是他们的顶级间谍之一，但玛德琳实际上是一名法国双重间谍，正在努力揭露斯德哥尔摩新德国特勤局领导人的身份。
不久之后，一位名叫卡尔·冯·马威茨男爵（康拉德·维德饰）的德国退伍军人来到瑞典。他声称因战争受伤离开了德国海军，但他的一些前战友认为他是逃兵。一天晚上，玛德琳跟她的朋友英国特勤局特工鲍勃·卡特（安东尼·布什尔饰）一起去了一家夜总会。她注意到冯·马威茨正在玩一个游戏，预测女孩在亲吻后会说些什么。在玛德琳揭露这一伎俩之后，冯·马威茨对玛德琳的美丽和冷静风度产生了兴趣。第二天，他和前一天晚上欺骗的巴西社交名媛露皮塔（霍安·加德纳饰）一起去了她的店铺。露皮塔气愤地离开后，冯·马威茨开始要求玛德琳和他一起出去吃饭。在接下来的几天里，即使他提出购买她店里的所有库存，她也继续拒绝他的要求。直到他最终放弃，她才同意与他约会。
玛德琳和冯·马威茨开始在社交场合公开会面，深深陷入爱河。冯·马维茨甚至向她求婚。一天晚上，玛德琳的德国同谋阿纳托尔·卑尔根被谋杀，他们的罗曼史被迫中断。玛德琳会见了她的德国接头人，被告知她提供的最新信息使德国军队遭受了灾难性的打击，命令立即返回巴黎并调查她的法国联系人。当玛德琳到达巴黎时，一位法国高级官员授予她一枚法国军事奖章，以表彰她为她的国家所做的英勇行为。尽管她不愿继续在斯德哥尔摩工作，但她还是被命令返回。
回到斯德哥尔摩，玛德琳和冯·马威茨重聚，她向他透露，她知道他是德国的特勤局领导。然而他也透露，他知道她实际上是法国间谍。尽管他们最终可以开诚布公坦诚相待，但他们深知，他们共同生活的梦想永远不会发生。不久之后，玛德琳转向她的朋友鲍勃寻求保护，现在她的真实身份为德国人所知。鲍勃安排她逃离斯德哥尔摩，躲避德国人；冯·马威茨则计划将她逮捕并送回德国。 第二天，鲍勃巧妙安排使玛德琳被斯德哥尔摩警方逮捕，破坏了冯·马维茨逮捕她的计划。
在玛德琳被驱逐出境后，她的船被中立水域的德国U型潜艇拦下。冯·马威茨登上了这艘船并逮捕了玛德琳，指认她为法国间谍。当他们从船上下来，划船到U型潜艇去时，一艘英国Q型船（隐藏有武器的商船）靠近他们，与U型潜艇交战，终使敌船沉没。玛德琳被带上Q型船，而冯·马威茨被转移到英国驱逐舰。 玛德琳对他的爱有增无减，确信冯·马维茨不会被枪杀，而是会被拘留到战争结束。当冯·马维茨的船划走时，玛德琳向他挥手并大喊：“我会等着你。”

## 演员
| - 康拉德·维德 饰 冯·马威茨 - 费雯·丽 饰 玛德琳 - 霍安·加德纳 饰 露皮塔 - 安东尼·布什尔 饰 鲍勃·卡特 - 厄休拉·让斯 饰 格特鲁德 - 玛格里·皮卡德 饰 科莱特 - 埃利奥特·梅克汉 饰 阿纳托尔 - 奥斯汀·特雷弗 饰 穆勒医生 - 萨姆·莱夫西 饰 谢弗 - 埃德蒙·威拉德 饰 德国情报局局长 - 查尔斯·卡森 饰 第五局局长 | - 菲利普·雷 饰 费伯 - 亨利·奥斯卡 饰 瑞典法官 - 劳伦斯·汉雷 饰 科坦 - 塞西尔·帕克 饰 Q型船船长 - 雷金纳德·泰特 饰 Q型船大副 - 珀西·沃尔什 饰 瑞典邮船船长 - 罗伯特·牛顿 饰 U型潜艇官员 - 威廉·迪尤赫斯特 饰 杀手 - 拉德曼·布朗 饰 鲁格 - 迈克尔·马丁·哈维 饰 伯劳 - 安东尼·霍莱斯 饰 荷兰人 |

## 音轨
音乐由理查德·阿丁塞尔创作，并由罗伊·道格拉斯和莱昂内尔·索尔特编排。音乐总监是缪尔·马锡森。